# Gum Air
Die Gum Air N.V. ist eine private  Fluggesellschaft in Suriname. Heimatbasis ihrer kleinen Flotte ist der Flugplatz Zorg en Hoop in Paramaribo. Hier am Doekhieweg, im gleichnamigen Stadtteil Zorg en Hoop, befindet sich auch die Verwaltung der Airline.
Am 16. September 1971 erhielten die Brüder Gummels die Genehmigung zur betrieblichen Luftfahrt in Suriname. Sie war damit nach der Surinam Airways die zweite nationale Fluggesellschaft, die Charterflüge in das Binnenland durchführte. Heute fliegt Gum Air auch internationale Ziele in Brasilien, Französisch-Guayana, Guyana, Venezuela und verschiedene Inseln der Kleinen Antillen an.

## Flotte
Mit Stand Juni 2025 besteht die Flotte der Gum Air aus neun Flugzeugen:
- 2 Cessna 206
- 4 Cessna 208 Grand Caravan
- 2 de Havilland Canada DHC-6
- 1 Beechcraf 1900D

### Ehemalige Flotte
- 1 Britten-Norman BN-2 Islander